# 渡辺景綱
渡辺 景綱（わたなべ かげつな、生没年不詳）は、江戸時代前中期の砲術家。通称は彦七、助右衛門。

## 経歴・人物
武衛市郎左衛門に武衛流砲術を学ぶ。宝永元年（1704年）武蔵国忍藩の阿部家に仕えた。